# Buchonomyia brundini
Buchonomyia brundini är en tvåvingeart som beskrevs av Anderson och Ole Anton Saether 1995. Buchonomyia brundini ingår i släktet Buchonomyia och familjen fjädermyggor.
Artens utbredningsområde är Costa Rica. Inga underarter finns listade i Catalogue of Life.